# Gothic Voices
Gothic Voices è un gruppo musicale britannico di musica antica specializzato nell'esecuzione di musica medioevale.

## Storia
L'ensemble è stato fondato nel 1980 da Christopher Page.
Il suo repertorio è principalmente incentrato sulla musica polifonica a cappella di carattere profano di compositori del XIV secolo inglesi e del nord della Francia.

## Componenti
- Catherine King - mezzosoprano
- Steven Harrold - tenore
- Julian Podger - tenore
- Leigh Nixon - tenore
- Stephen Charlesworth - baritono

Fra gli artisti che hanno collaborato al gruppo in passato si ricordano Emma Kirkby, Charles Daniels, Rogers Covey-Crump, James Gilchrist, Paul Agnew, Andrew Parrott, John Mark Ainsley e Peter Harvey.

## Discografia
- 1981 - A Feather on the Breath of God. Sequences and Hymns by Abbess Hildegard of Bingen (Hyperion, 66039)
- 1983 - The Mirror of Narcissus. Songs by Machaut (Hyperion, 66087)
- 1984 - The Garden of Zephirus. Courtly songs of the early fifteenth century (Hyperion, 66144)
- 1985 - The Castle of Fair Welcome. Courtly songs of the later 15th century (Hyperion, 66194)
- 1986 - The Service of Venus and Mars. Music for the Knights of the Garter, 1340-1440 (Hyperion, 66238)
- 1987 - A Song for Francesca. Music in Italy, 1330-1430 (Hyperion, 66286)
- 1988 - Music for the Lion-Hearted King (Hyperion, 66336)
- 1990 - The Marriage of Heaven and Hell. Motets and Songs from Thirteenth Century France (Hyperion, 66423)
- 1991 - The Medieval Romantics. French Songs and Motets, 1340-1440 (Hyperion, 66463)
- 1991 - Lancaster and Valois. French and English music, 1350-1420 (Hyperion, 66588)
- 1992 - The Study of Love. French Songs and Motets of the 14th Century (Hyperion, 66619)
- 1993 - The Voice in the Garden. Spanish Songs and Motets, 1480-1550 (Hyperion, 66653)
- 1994 - The Spirits of England and France I. Music for Court and Church from the later Middle Ages (Hyperion, 66739)
- 1994 - The Spirits of England and France II. Songs of the Trouvères (Hyperion, 66773)
- 1995 - The Spirits of England and France III. Binchois and his Contemporaries (Hyperion, 66783)
- 1996 - The Spirits of England and France IV. Missa Caput. Story of the Salve Regina (Hyperion, 66857)
- 1996 - The Spirits of England and France V. Missa Veterem hominem. An anonymous English Mass setting from c.1440 (Hyperion, 66919)
- 1997 - La Rue. Missa de Feria. Missa Sancta Dei Genitrix (Hyperion, 67010)
- 1998 - Jerusalem: Vision of Peace. Songs and Plainchants of the twelfth and thirteenth centuries (Hyperion, 67039)
- 1999 - Masters of the Rolls. Music by English Composers of the Fourteenth Century (Hyperion, 67098)
- 1999 - The Earliest Songbook in England (Hyperion, 67177)
- 2006 - The Unknown Lover. Songs by Solage and Machaut (Avie, 2089)
- 2008 - A Laurel for Landini. 14th Century Italy's Greatest Composer (Avie, 2151)